# Campeonato Europeu de Esportes Aquáticos de 2010
O Campeonato Europeu de Esportes Aquáticos de 2010 foi a 30ª edição do evento organizado pela Liga Europeia de Natação (LEN). A competição foi realizada entre os dias 4 e 15 de agosto de 2010, em Budapeste e Balatonfüred na Hungria‎. 

## Medalhistas

### Natação
Os resultados foram os seguintes. 
Masculino
| Evento          | Ouro | Ouro     | Prata | Prata    | Bronze | Bronze   |
| 50 m Livre      | Frédérick Bousquet · França                                                                                               | 21.49    | Stefan Nystrand · Suécia                                                                                            | 21.69    | Fabien Gilot · França | 21.76    |
| 100 m Livre     | Alain Bernard · França | 48.49    | Yevgeny Lagunov · Rússia                                                                                            | 48.52    | William Meynard · França | 48.56    |
| 200 m Livre     | Paul Biedermann · Alemanha                                                                                                | 1:46.06  | Nikita Lobintsev · Rússia                                                                                           | 1:46.51  | Sebastiaan Verschuren · Países Baixos                                                                                              | 1:46.91  |
| 400 m Livre     | Yannick Agnel · França | 3:46.17  | Paul Biedermann · Alemanha                                                                                          | 3:46.30  | Gergő Kis · Hungria | 3:48.14  |
| 800 m Livre     | Sébastien Rouault · França                                                                                                | 7:48.28  | Christian Kubusch · Alemanha                                                                                        | 7:49.12  | Samuel Pizzetti · Itália | 7:49.94  |
| 1500 m Livre    | Sébastien Rouault · França                                                                                                | 14:55.17 | Pál Joensen · Ilhas Feroé                                                                                           | 14:56.90 | Samuel Pizzetti · Itália | 14:59.76 |
| 50 m Costas     | Camille Lacourt · França                                                                                                  | 24.07    | Liam Tancock · Reino Unido                                                                                          | 24.70    | Guy Barnea · Israel | 25.04    |
| 100 m Costas    | Camille Lacourt · França                                                                                                  | 52.11    | Jérémy Stravius · França                                                                                            | 53.44    | Liam Tancock · Reino Unido | 53.86    |
| 200 m Costas    | Stanislav Donets · Rússia                                                                                                 | 1:57.18  | Markus Rogan · Áustria                                                                                              | 1:57.31  | Benjamin Stasiulis · França | 1:57.37  |
| 50 m Peito      | Fabio Scozzoli · Itália                                                                                                   | 27.38    | Dragos Agache · Roménia                                                                                             | 27.47    | Lennart Stekelenburg · Países Baixos                                                                                               | 27.51    |
| 100 m Peito     | Alexander Dale Oen · Noruega                                                                                              | 59.20    | Hugues Duboscq · França                                                                                             | 1:00.15  | Fabio Scozzoli · Itália | 1:00.41  |
| 200 m Peito     | Dániel Gyurta · Hungria                                                                                                   | 2:08.95  | Alexander Dale Oen · Noruega                                                                                        | 2:09.68  | Hugues Duboscq · França | 2:11.03  |
| 50 m Borboleta  | Rafael Muñoz · Espanha | 23.17    | Frédérick Bousquet · França                                                                                         | 23.41    | Yevgeny Korotyshkin · Rússia | 23.43    |
| 100 m Borboleta | Yevgeny Korotyshkin · Rússia                                                                                              | 51.73    | Joeri Verlinden · Países Baixos                                                                                     | 51.82    | Konrad Czerniak · Polónia | 52.16    |
| 200 m Borboleta | Paweł Korzeniowski · Polónia                                                                                              | 1:55.00  | Nikolai Skvortsov · Rússia                                                                                          | 1:56.13  | Ioannis Drymonakos · Grécia | 1:57.10  |
| 200 m Medley    | László Cseh · Hungria | 1:57.73  | Markus Rogan · Áustria                                                                                              | 1:58.03  | Joseph Roebuck · Reino Unido | 1:59.46  |
| 400 m Medley    | László Cseh · Hungria | 4:10.95  | Dávid Verrasztó · Hungria                                                                                           | 4:12.96  | Gal Nevo · Israel | 4:15.10  |
| 4x100 m Livre   | Rússia · Yevgeny Lagunov (48.23) · Andrey Grechin (48.38) · Nikita Lobintsev (47.98) · Danila Izotov (47.87)              | 3:12.46  | França · Fabien Gilot (48.47) · Yannick Agnel (48.23) · William Meynard (47.89) · Alain Bernard (48.70)             | 3:13.29  | Suécia · Stefan Nystrand (49.24) · Lars Frölander (48.34) · Robin Andreasson (49.18) · Jonas Persson (48.31)                       | 3:15.07  |
| 4x200 m Livre   | Rússia · Nikita Lobintsev (1:45.93) · Danila Izotov (1:45.74) · Sergey Perunin (1:47.98) · Alexander Sukhorukov (1:47.06) | 7:06.71  | Alemanha · Paul Biedermann (1:45.47) · Tim Wallburger (1:47.55) · Robin Backhaus (1:48.28) · Clemens Rapp (1:46.83) | 7:08.13  | França · Yannick Agnel (1:45.83) · Clement Lefert (1:48.63) · Antton Harambouré (1:49.80) · Jérémy Stravius (1:45.44)              | 7:09.70  |
| 4x100 m Medley  | França · Camille Lacourt (52.46) · Hugues Duboscq (59.67) · Frédérick Bousquet (51.84) · Fabien Gilot (47.35)             | 3:31.32  | Rússia · Stanislav Donets (54.19) · Roman Sloudnov (59.97) · Yevgeny Korotyshkin (51.27) · Yevgeny Lagunov (47.86)  | 3:33.29  | Países Baixos · Nick Driebergen (54.48) · Lennart Stekelenburg (1:00.79) · Joeri Verlinden (51.40) · Sebastiaan Verschuren (47.32) | 3:33.99  |

Feminino
| Evento          | Ouro | Ouro     | Prata | Prata    | Bronze | Bronze   |
| 50 m Livre      | Therese Alshammar · Suécia                                                                                       | 24.45    | Hinkelien Schreuder · Países Baixos                                                                                          | 24.66    | Francesca Halsall · Reino Unido                                                                                         | 24.67    |
| 100 m Livre     | Francesca Halsall · Reino Unido                                                                                  | 53.58    | Aleksandra Gerasimenya · Bielorrússia                                                                                        | 53.82    | Femke Heemskerk · Países Baixos                                                                                         | 54.12    |
| 200 m Livre     | Federica Pellegrini · Itália                                                                                     | 1:55.45  | Silke Lippok · Alemanha | 1:56.98  | Ágnes Mutina · Hungria                                                                                                  | 1:57.12  |
| 400 m Livre     | Rebecca Adlington · Reino Unido                                                                                  | 4:04.55  | Ophélie-Cyrielle Étienne · França                                                                                            | 4:05.40  | Lotte Friis · Dinamarca                                                                                                 | 4:07.10  |
| 800 m Livre     | Lotte Friis · Dinamarca                                                                                          | 8:23.27  | Ophélie-Cyrielle Étienne · França                                                                                            | 8:24.00  | Federica Pellegrini · Itália                                                                                            | 8:24.99  |
| 1500 m Livre    | Lotte Friis · Dinamarca                                                                                          | 15:59.13 | Gráinne Murphy · Irlanda | 16:02.29 | Erika Villaécija García · Espanha                                                                                       | 16:05.08 |
| 50 m Costas     | Aleksandra Gerasimenya · Bielorrússia                                                                            | 27.64    | Daniela Samulski · Alemanha                                                                                                  | 27.99    | Mercedes Peris · Espanha                                                                                                | 28.01    |
| 100 m Costas    | Gemma Spofforth · Reino Unido                                                                                    | 59.80    | Elizabeth Simmonds · Reino Unido                                                                                             | 1:00.19  | Jenny Mensing · Alemanha                                                                                                | 1:00.72  |
| 200 m Costas    | Elizabeth Simmonds · Reino Unido                                                                                 | 2:07.04  | Gemma Spofforth · Reino Unido                                                                                                | 2:08.25  | Duane da Rocha Marce · Espanha                                                                                          | 2:10.46  |
| 50 m Peito      | Yuliya Yefimova · Rússia                                                                                         | 30.29    | Kate Haywood · Reino Unido                                                                                                   | 31.12    | Jennie Johansson · Suécia                                                                                               | 31.24    |
| 100 m Peito     | Yuliya Yefimova · Rússia                                                                                         | 1:06.32  | Rikke Møller Pedersen · DinamarcaJennie Johansson · Suécia                                                                   | 1:07.36  | |          |
| 200 m Peito     | Anastasia Chaun · Rússia                                                                                         | 2:23.50  | Sara Nordenstam · Noruega | 2:24.42  | Rikke Møller Pedersen · Dinamarca                                                                                       | 2:24.99  |
| 50 m Borboleta  | Therese Alshammar · Suécia                                                                                       | 25.63    | Jeanette Ottesen · Dinamarca                                                                                                 | 25.69    | Mélanie Henique · França                                                                                                | 26.09    |
| 100 m Borboleta | Sarah Sjöström · Suécia                                                                                          | 57.32    | Francesca Halsall · Reino Unido                                                                                              | 57.40    | Therese Alshammar · Suécia                                                                                              | 57.80    |
| 200 m Borboleta | Katinka Hosszú · Hungria                                                                                         | 2:06.71  | Zsuzsanna Jakabos · Hungria                                                                                                  | 2:07.06  | Ellen Gandy · Reino Unido                                                                                               | 2:07.54  |
| 200 m Medley    | Katinka Hosszú · Hungria                                                                                         | 2:10.09  | Evelyn Verrasztó · Hungria                                                                                                   | 2:10.10  | Hannah Miley · Reino Unido                                                                                              | 2:10.89  |
| 400 m Medley    | Hannah Miley · Reino Unido                                                                                       | 4:33.09  | Katinka Hosszú · Hungria | 4:36.43  | Zsuzsanna Jakabos · Hungria                                                                                             | 4:37.92  |
| 4x100 m Livre   | Alemanha · Daniela Samulski (54.91) · Silke Lippok (53.78) · Lisa Vitting (55.06) · Daniela Schreiber (53.97)    | 3:37.72  | Reino Unido · Amy Smith (54.48) · Francesca Halsall (53.05) · Jessica Sylvester (55.36) · Joanne Jackson (55.68)             | 3:38.57  | Suécia · Josefin Lillhage (55.01) · Therese Alshammar (54.09) · Sarah Sjöström (53.77) · Gabriella Fagundez (55.94)     | 3:38.81  |
| 4x200 m Livre   | Hungria · Ágnes Mutina (1:57.27) · Eszter Dara (1:59.88) · Katinka Hosszú (1:58.60) · Evelyn Verrasztó (1:56.77) | 7:52.49  | França · Coralie Balmy (1:58.53) · Ophelie-Cyrielle Etienne (1:57.21) · Margaux Farrell (2:00.04) · Camille Muffat (1:56.91) | 7:52.69  | Reino Unido · Rebecca Adlington (2:00.09) · Jazmin Carlin (1:57.85) · Hannah Miley (1:58.90) · Joanne Jackson (1:58.25) | 7:55.29  |
| 4x100 m Medley  | Reino Unido · Gemma Spofforth (1:00.39) · Kate Haywood (1:07.50) · Francesca Halsall (57.49) · Amy Smith (54.37) | 3:59.72  | Suécia · Henriette Stenkvist (1:01.96) · Joline Höstman (1:07.69) · Therese Alshammar (57.80) · Sarah Sjöström (53.73)       | 4:01.18  | Alemanha · Jenny Mensing (1:01.76) · Caroline Ruhnau (1:08.06) · Daniela Samulski (59.26) · Silke Lippok (54.14)        | 4:03.22  |

### Nado sincronizado
Os resultados foram os seguintes. 
Feminino
| Evento     | Ouro | Ouro   | Prata | Prata  | Bronze | Bronze |
| Solo       | Natalia Ishchenko · Rússia | 98.900 | Andrea Fuentes · Espanha | 96.600 | Lolita Ananasova · Ucrânia | 93.000 |
| Dueto      | Rússia · Natalia Ishchenko · Svetlana Romashina | 98.700 | Espanha · Ona Carbonell · Andrea Fuentes | 96.700 | Ucrânia · Daria Iushko · Kseniya Sydorenko | 93.400 |
| Equipe     | Rússia · Natalia Ishchenko · Elvira Khasyanova · Darya Korobova · Aleksandra Patskevich · Svetlana Romashina · Alla Shishkina · Angelika Timanina · Aleksandra Zueva                                       | 99.000 | Espanha · Clara Basiana · Alba María Cabello · Ona Carbonell · Margalida Crespí · Andrea Fuentes · Thaïs Henríquez · Paula Klamburg · Cristina Salvador                                       | 96.900 | Ucrânia · Lolita Ananasova · Inha Hiller · Olena Grechykhina · Juliya Maryanko · Oleksandra Sabada · Kateryna Sadurska · Kseniya Sydorenko · Anna Voloshyna                                    | 92.800 |
| Combinação | Rússia · Anastasiya Yermakova · Natalia Ishchenko · Elvira Khasyanova · Darya Korobova · Olga Kuzhela · Aleksandra Patskevich · Svetlana Romashina · Alla Shishkina · Angelika Timanina · Aleksandra Zueva | 98.300 | Espanha · Clara Basiana · Alba María Cabello · Ona Carbonell · Margalida Crespí · Andrea Fuentes · Thaïs Henríquez · Paula Klamburg · Irene Montrucchio · Irina Rodríguez · Cristina Salvador | 97.000 | Ucrânia · Lolita Ananasova · Inga Gillyer · Olena Grechyknina · Daria Iushko · Olha Kondrashova · Juliya Maryanko · Oleksandra Sabada · Kateryna Sadurska · Kseniya Sydorenko · Anna Voloshyna | 94.100 |

### Maratona aquática
Os resultados foram os seguintes. 
Masculino
| Evento | Ouro                   | Ouro      | Prata                     | Prata     | Bronze                                              | Bronze    |
| 5 km   | Luca Ferretti · Itália | 58:43.4   | Simone Ercoli · Itália    | 59:00.5   | Simone Ruffini · ItáliaSpyridon Gianniotis · Grécia | 59:15.1   |
| 10 km  | Thomas Lurz · Alemanha | 1:54:22.5 | Valerio Cleri · Itália    | 1:54:25.8 | Evgeny Drattsev · Rússia                            | 1:54:26.6 |
| 25 km  | Valerio Cleri · Itália | 5:16:38.3 | Bertrand Venturi · França | 5:16:54.7 | Joanes Hedel · França                               | 5:18:57.6 |

Feminino
| Evento | Ouro                            | Ouro      | Prata                      | Prata     | Bronze                     | Bronze    |
| 5 km   | Ekaterina Seliverstova · Rússia | 1:02:34.7 | Kalliopi Araouzou · Grécia | 1:02:37.3 | Marianna Lymperta · Grécia | 1:02:41.3 |
| 10 km  | Linsy Heister · Países Baixos   | 2:01:06.7 | Giorgia Consiglio · Itália | 2:01:07.6 | Angela Maurer · Alemanha   | 2:01:08.2 |
| 25 km  | Olga Beresnyeva · Ucrânia       | 5:48:10.2 | Angela Maurer · Alemanha   | 5:48:10.3 | Martina Grimaldi · Itália  | 5:48:30.8 |

Equipe mista
| Evento | Ouro                                                                 | Ouro  | Prata                                                   | Prata   | Bronze                                                         | Bronze  |
| 5 km   | Grécia · Kalliopi Araouzou · Antonios Fokaidis · Spyridon Gianniotis | 59:03 | Itália · Rachele Bruni · Simone Ercoli · Simone Ruffini | 59:55.6 | Rússia · Sergey Bolshakov · Anna Guseva · Daniil Serebrennikov | 59:59.5 |

### Saltos Ornamentais
Os resultados foram os seguintes. 
Masculino
| Evento                       | Ouro                                       | Ouro   | Prata                                      | Prata  | Bronze                                           | Bronze |
| Trampolim 1 m                | Illya Kvasha · Ucrânia                     | 433.90 | Patrick Hausding · Alemanha                | 430.25 | Javier Illana · Espanha                          | 414.35 |
| Trampolim 3 m                | Patrick Hausding · Alemanha                | 463.20 | Ilya Zakharov · Rússia                     | 458.15 | Yevgeni Kuznetsov · Rússia                       | 455.80 |
| Plataforma 10 m              | Sascha Klein · Alemanha                    | 534.85 | Patrick Hausding · Alemanha                | 516.45 | Vadim Kaptur · Bielorrússia                      | 515.80 |
| Trampolim 3 m sincronizado   | Ucrânia · Illya Kvasha · Oleksiy Prygorov  | 431.67 | Alemanha · Stephan Feck · Patrick Hausding | 427.95 | Rússia · Dmitri Sautin · Yuriy Kunakov           | 410.43 |
| Plataforma 10 m sincronizado | Alemanha · Sascha Klein · Patrick Hausding | 478.11 | Rússia · Victor Minibaev · Ilya Zakharov   | 466.95 | Bielorrússia · Timofei Hordeichik · Vadim Kaptur | 426.03 |

Feminino
| Evento                       | Ouro                                          | Ouro   | Prata                                        | Prata  | Bronze                                              | Bronze |
| Trampolim 1 m                | Tania Cagnotto · Itália                       | 299.70 | Anna Lindberg · Suécia                       | 293.70 | Anastasia Pozdniakova · Rússia                      | 282.65 |
| Trampolim 3 m                | Nadezhda Bazhina · Rússia                     | 324.10 | Anastasia Pozdniakova · Rússia               | 316.40 | Nóra Barta · Hungria                                | 291.75 |
| Plataforma 10 m              | Christin Steuer · Alemanha                    | 354.50 | Noémi Bátki · Itália                         | 343.80 | Yulia Koltunova · Rússia                            | 340.45 |
| Trampolim 3 m sincronizado   | Itália · Tania Cagnotto · Francesca Dallapè   | 327.90 | Ucrânia · Olena Fedorova · Hanna Pysmenska   | 312.00 | Rússia · Anastasia Pozdniakova · Svetlana Filippova | 307.50 |
| Plataforma 10 m sincronizado | Alemanha · Christin Steuer · Nora Subschinski | 319.68 | Ucrânia · Iulia Prokopchuk · Alina Chaplenko | 306.30 | Reino Unido · Monique Gladding · Megan Sylvester<   | 300.66 |

Equipe
| Evento | Ouro                                      | Ouro   | Prata                                    | Prata  | Bronze                                   | Bronze |
| Equipe | Alemanha · Christin Steuer · Sascha Klein | 398.15 | Rússia · Yulia Koltunova · Ilya Zakharov | 396.35 | França · Claire Febvay · Matthieu Rosset | 381.00 |

Este evento foi um evento teste e não contou para o quadro de medalhas.

## Quadro de medalhas
| Ordem | País          | Medalha de ouro | Medalha de prata | Medalha de bronze | Total |
| ----- | ------------- | --------------- | ---------------- | ----------------- | ----- |
| 1     | Rússia        | 13              | 7                | 8                 | 28    |
| 2     | Alemanha      | 8               | 9                | 3                 | 20    |
| 3     | França        | 8               | 8                | 7                 | 23    |
| 4     | Reino Unido   | 6               | 6                | 7                 | 19    |
| 5     | Itália        | 6               | 5                | 6                 | 17    |
| 6     | Hungria       | 6               | 4                | 4                 | 14    |
| 7     | Suécia        | 3               | 4                | 4                 | 11    |
| 8     | Ucrânia       | 3               | 2                | 4                 | 9     |
| 9     | Dinamarca     | 2               | 2                | 2                 | 6     |
| 10    | Espanha       | 1               | 4                | 4                 | 9     |
| 11    | Países Baixos | 1               | 2                | 4                 | 7     |
| 12    | Noruega       | 1               | 2                | 0                 | 3     |
| 13    | Grécia        | 1               | 1                | 3                 | 5     |
| 14    | Bielorrússia  | 1               | 1                | 2                 | 4     |
| 15    | Polónia       | 1               | 0                | 1                 | 2     |
| 16    | Áustria       | 0               | 2                | 0                 | 2     |
| 17    | Ilhas Feroé   | 0               | 1                | 0                 | 1     |
| 17    | Irlanda       | 0               | 1                | 0                 | 1     |
| 17    | Roménia       | 0               | 1                | 0                 | 1     |
| 20    | Israel        | 0               | 0                | 2                 | 2     |
| Total | Total         | 61              | 62               | 61                | 184   |

Legenda
| Recorde mundial       | Recorde mundial (World record)               |                       | Recorde africano                      | Recorde africano (African) |                                           | Q | Classificado por posição (Qualified) |
| Recorde do campeonato | Recorde do campeonato (Championship record)  | Recorde da América    | Recorde da América (Americas)         | q                          | Classificado por melhor tempo (Qualified) |   |                                      |
| Melhor marca do ano   | Melhor marca do ano (World leading)          | Recorde asiático      | Recorde asiático (Asian)              | DNS                        | Não largou (Did not start)                |   |                                      |
| Recorde nacional      | Recorde nacional (National record)           | Recorde europeu       | Recorde europeu (European)            | DNF                        | Não terminou (Did not finish)             |   |                                      |
| Recorde pessoal       | Recorde pessoal do atleta (Personal best)    | Recorde da Oceania    | Recorde da Oceania (Oceania)          | DSQ / DQ                   | Desclassificado (Disqualified)            |   |                                      |
| Recorde da temporada  | Recorde da temporada do atleta (Season best) | Recorde sul-americano | Recorde sul-americano (South America) | NM                         | Sem marca (No mark)                       |   |                                      |